# Sheng-Ching Chang

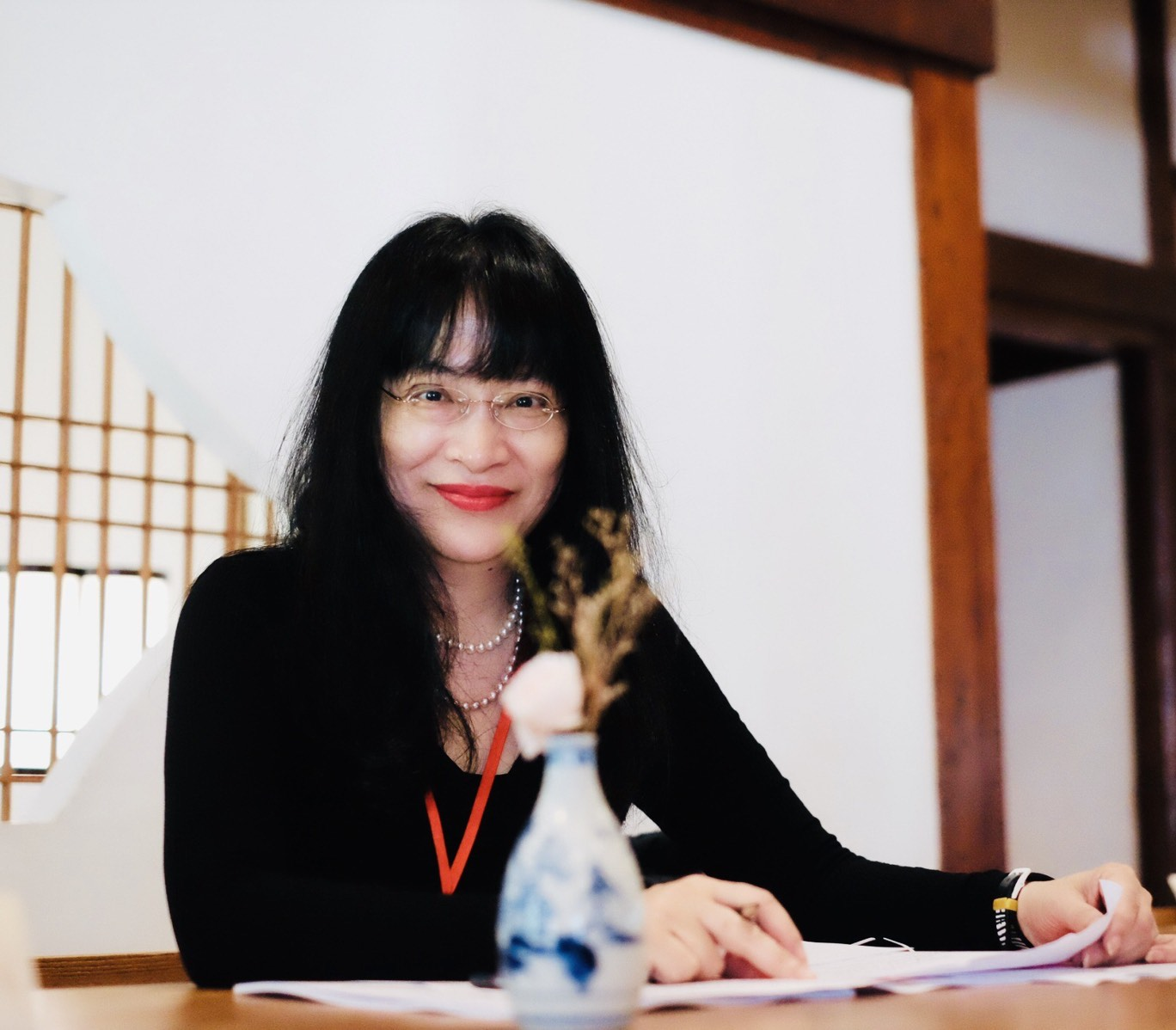
Sheng-Ching Chang im Beitou Museum of Art, Taipeh, 26. März 2021

Sheng-Ching Chang (張省卿 geb. 1963 in Tainan, Taiwan) ist eine taiwanische Kunsthistorikerin. Sie ist Direktorin des Graduate Institute of Museum Studies und Professorin an der Fakultät für Geschichte der Katholischen Fu-Jen-Universität in Taipeh.

## Leben
Chang absolvierte an der Fu-Jen-Universität in Taipeh den B.A.-Abschluss im Hauptfach Geschichte und Nebenfach Internationaler Handel. Von 1986 bis 1995 studierte sie zudem Kunstgeschichte und Geschichte an der Universität Hamburg in Deutschland mit der Abschlussarbeit Das Porträt von Johann Adam Schall von Bell in Athanasius Kirchers ‘China illustrata’. Von 1996 bis 2002 promovierte sie in Kunstgeschichte an der Humboldt-Universität zu Berlin, wo sie mit ihrer Doktorarbeit Das Chinabild in Natur und Landschaft von Athanasius Kirchers ‘China illustrata’ (1667) sowie der Einfluß dieses Werkes auf die Entwicklung der Chinoiserie und der Europäischen Kunst promovierte.
Von 1988 bis 1997 arbeitete Chang als Journalistin für die taiwanischen Zeitungen Independent Morning Post, Independent Evening Post und Independent Weekly Post sowie als Autorin für die Magazine Artist, ARTIMA und Art of Collection in Taipeh und die Neunzigerjahre in Hongkong. Sie war auch Fotoreporterin für die taiwanische Ausgabe des National Geographic Magazine und Redakteurin für die deutschen Zeitschriften Diskus und Pen, mit den Themen der Entwicklung von Kunst und Kultur in Europa und Asien, Geschichte, Gesellschaft, Politik, Menschenrechte und Umweltschutz.
Chang arbeitete von 2002 bis 2006 als Assistenzprofessorin für Geschichte und Kunstgeschichte an der Fu Jen University, der Taipeh National University of Arts und der National Taiwan University of Arts in Taipeh. Sie wurde später zum Full Associate Professor (2009) und Full Professor (2016) ernannt an der Historischen Abteilung und am Graduierteninstitut der Fu Jen University. 2018 war sie außerordentliche Professorin am Graduate Institute of Art History der National Taiwan Normal University in Taipeh. Seit 2020 ist sie Direktorin des Graduate Institute of Museum Studies an der Fu-Jen-Universität. Ihr Forschungsschwerpunkt ist die europäische Kunstgeschichte im globalen Kontext, die Geschichte des künstlerischen und kulturellen Austauschs zwischen Ost und West, die Methodik der Kunstgeschichte und die Geschichte der kolonialen Stadtentwicklung. Von 2023 bis 2024 ist sie Gastwissenschaftlerin an der Humboldt-Universität zu Berlin und beteiligt sich am Exzellenzcluster „Matters of Activity. Image Space Material“ der Universität. Im Jahr 2024 hat sie außerdem eine Professur am China Center for Science and Technology an der Technischen Universität Berlin inne.
Seit 2005 veranstaltet Chang zusammen mit ihren Kollegen an der Fu Jen University jährliche Konferenzen zum Thema "Geschichte des kulturellen Austauschs", sowie eine Reihe von jährlichen Vorträgen (2008–) und Workshops (2011–) zu Themen der "Weltgeschichte". Sie hat Panels an Institutionen in ganz Asien und Europa organisiert, darunter das Institut für Geschichte der Universität Oxford, die Universität München, das Orientalische Institut der Jagiellonen-Universität in Krakau, das Taipeh National Palace Museum und die China Central Academy of Fine Arts in Peking. 2019 hielt Chang Vorträge an der Jagiellonen-Universität über „Chinesische Kunstgeschichte und ihre Globalisierung“ (mit den folgenden sechs Themen: „Chinesische Städte: Peking“, „Chinesische Gärten: Suzhou-Gärten“, „Chinesische Architektur: Nanjing-Pagode“, „Chinesische Malerei: Landschaftsmalerei“, „Chinesische Skulptur: Buddha-Statuen“ und „Chinesisches Kunsthandwerk: Blaues und weißes Porzellan“). Darüber hinaus redigierte sie das „Fu Jen Historical Journal“, rezensierte das „Journal of Fine Arts“ an der Nationalen Universität der Künste in Taipeh und nahm als Jurymitglied an Entscheidungsfindungen über die Vergabe von Stipendien teil.

## Stipendien und Preise
- 1990–1995: Stipendium der deutschen Friedrich-Naumann-Stiftung für einen Magister-Abschluss
- 1996–1999: Stipendium der Deutschen Heinrich-Böll-Stiftung zur Promotion
- 2000–2001: Stipendium der Chiang Ching-Kuo-Stiftung in Taipeh für Doktoranden des Europe International Scholarly Exchange Programme
- 2003: Finanzielle Unterstützung der Deutschen Forschungsgemeinschaft für die Veröffentlichung einer Monographie[11]
- 2003: Stipendium des National Science Council of Taiwan
- 2007–2008: Stipendium des National Science Council of Taiwan: Einfluss der Stadtplanung im deutschen Stil auf die Verwaltungsgebäude im Stadtzentrum von Taipeh durch die japanische Kolonialverwaltung
- 2006–2009, 2013: Fünfmalige Verleihung der jährlichen Auszeichnung der Fu Jen University für Forschungsleistungen
- 2010–2011: Stipendium des National Science Council of Taiwan: Wiederaufbau von Gärten im chinesischen Stil in Deutschland im 17. und 18. Jahrhundert[12]
- 2011–2012: Stipendium des National Science Council of Taiwan: Wiederaufbau von Gärten im chinesischen Stil im Osten Deutschlands in der letzten Hälfte des 18. Jahrhunderts am Beispiel des Wörlitzer Gartens (1700-1813)
- 2016–2018: Stipendium des National Science Council of Taiwan: Bau von Chinoiserie-Gärten im 18. Jahrhundert im Park Sanssouci in Potsdam, Preußen
- 2017: Academic Research Award der Fu Jen University für eine Monographie
- 2018–2021: Stipendium des National Science Council of Taiwan: Schönes Utopia in Bildern der Mechanik aus Europa des 17. und 18. Jahrhundert Europa und Austausch mit Asien
- 2019–2021: Stipendium des National Science Council of Taiwan: Austausch von chinesischen und westlichen wissenschaftlichen Bildern im 17. und 18. Jahrhundert am Beispiel des Binärdiagramms des Yiching
- 2020–2021: Stipendium des National Science Council of Taiwan: Wissenschaftlicher und künstlerischer Austausch zwischen China und dem Westen im 17. und 18. Jahrhundert anhand von Binärdiagrammen des Yijing[13]

## Veröffentlichungen

### Monografien
- Natur und Landschaft – der Einfluss von Athanasius Kirchers China illustrata auf die europäische Kunst, Berlin (Dietrich Reimer Verlag GmbH) 2003.[14]
- The Influence of German Style Urban Planning on the Central Area of Administrative Buildings in the City of Taipei by the Japanese Colonial Administration, Taipeh (Fu Jen University Bookstore) 2008.[15]
- The East enlightening the West – Chinese elements in the 18th century landscape gardens of Wörlitz in Germany, Taipeh (Fu Jen University Bookstore) 2015.[16]
- A New Perspective: History of Eastern and Western Art Exchange under Globalizationy, Taipeh (China Times Publishing Co.), 2022.[17]
- 1723, 11 Fenster der Weltgeschichte: Kontakt, Konvergenz und Schöpfung, Blick auf die Muster und Veränderungen der modernen Welt anhand der Schlüsselfiguren der Weltgeschichte (1723, 11 Windows of World History: Contact, Convergence and Creation, See the Pattern and Changes of the Modern World from the Characters in Global History), S. 246-301 Taipeh, (Linkingbooks), Dezember 2023.

### Kapitel der Monographien
- Studentenprotest und Repression in China, April bis Juli 1989, in Ruth Cremerius, Doris Fischer and Peter Schier, eds. Hamburg (Institut für Asienkunde, Mitteilungen des Instituts für Asienkunde Hamburg) 1990.
- “Das Porträt von Johann Adam Schall von Bell in Athanasius Kirchers ‘China illustrata’” in: Roman Malek ed., Western learning and Christianity in China - The Contribution and Impact of Johann Adam Schall von Bell, S. J.（1592-1666）vol. 2, St. Augustin (Monumenta Serica) 1998.
- “Encounter of the European and Chinese Dragon in the 17th and 18th centuries”, in Collection of essays of the symposium on the 40th anniversary of the founding of the History Department of Fu Jen Catholic University, Taipei (History Department of Fu Jen Catholic University) 2003.
- “Chinese illustrations of nature in the 17th and 18th centuries and their influence on European art, landscape gardening and urban landscapes”, in Sinology as a Bridge between Chinese and Western Cultures: A Selection of Special Lectures of the Monumenta Serica Sinological Research Center, Taipei (Fu Jen University Press) 2010.
- “Ostasiatische Kunst, China und Europa”, in Enzyklopädie der Neuzeit (1450-1850), Band 9, Stuttgart (J.B. Metzler Verlag) 2011.
- “The construction of Chinese style gardens in 18th century German by using the garden of Wörlitz (1764-1813) and the Chinese garden of Oranienbaum (1793-1797) as examples”, in Face to Face. The transcendence of the arts in China and beyond – Historical Perspectives, II, 2, Rui Oliveira Lopes ed., Lisbon (Artistic Studies Research Centre, Faculty of Fine Arts University of Lisbon) 2014.
- Preliminary History of Fu Jen Catholic University, Co-editor, Taipei (Fu Jen University Bookstore) 2015.

### Veröffentlichte Artikel
- “The Poet and Geisha Hsüeh Tao in the 8th and 9th centuries”, in Historical Journal, Taipeh, No. 39, 1984.[18]
- “Chinese Porcelain of the Ming period (1368-1644)”, in Historical Journal, Taipeh, No. 40, 1985.
- “Dokument 1: Augenzeugenbericht eines Studenten über das Massaker vom 4. Juni 1989”, in China aktuell, Hamburg (Institut für Asienkunde, Berichtsmonat), 1989.
- “Max Beckmann”, in Artist, Taipeh, Nr. 187, 1990.
- “Brunelleschi and Renaissance Architecture”, in ARTIMA, Taipeh, Nr. 44, 1993.
- “Cultural Exchange between the East and the West with the Example of a Portrait of Adam Schall von Bell”, in The National Palace Museum Monthly of Chinese Art, Taipeh, Nr. 169, 1997.
- “The Emergence of Art History as a Discipline of Science and the Art Historian Aby Warburg”, in Artist Magazine, Taipeh, No. 265, 1997.[19]
- “Kulturaustausch zwischen Europa und Asien in Natur und Landschaftsdarstellungen”, in Diskus, Göttingen (Heinrich-Böll-Stiftung) 1997.
- “Administrative buildings of the Taiwan Governor's Office, 1912-1919: A Study of Central and Local Administrative Architecture”, in Fu Jen Historical Journal, no.17, Taipeh (Department of History of Fu Jen University) 2006.
- “Exchange between Eastern and Western Architecture from the Perspective of the Central Axis Alignment with the Example of the Administrative Buildings of Taiwan’s Governor’s Office”, in Fu Jen Historical Journal, no.19, Taipeh (Department and Graduate Institute of History of Fu Jen University) 2007.
- “Images of China’s Imperial City of the 17th and 18th centuries in Europe”, in Art Journal, no.2, Taipeh (Taipei National University of the Arts, Art Faculty) 2008.
- “The Pineapple Images by Michael Boym and the Circulation of Pineapple Images in Europe in the 17th Century”, in The National Palace Museum Research Quarterly, vol. 28, no. 1, Taipeh, (The National Palace Museum Press) 2010.
- “A Study of Documents and Review of Research on the History of Exchange in Landscape Gardens in Germany”, in Fu Jen Historical Journal, no.34, Taipeh, (Department and Graduate Institute of History of Fu Jen University) 2015.
- “The Layout of the Building Complex in the Historicism Style in the New Chengchung Area of Taipei City during the Japanese Colonial Period”, in Newsletter of the Association of Art History Research of Taiwan, issue 3, Taipeh (Association of Art History Research of Taiwan) 2017.
- Transitional Justice in the Spaces of the Humboldt Forum in Berlin and Freedom Square in Taipei, in: The Sculpture Research Semiyearly, issue 22, Taipei (Juming Museum) 2019.
- "Introduction Encounter of Christianity and Ethnic Minorities", in: Monthly Review of Philosophy and Culture, vol. 49, no. 6, S. 1-2,2022.
- "Chinoiserie Art that Drives Freedom and Enlightenment Thoughts in Europe", in Art and Collection, no. 364, S. 18–25,2023.
- "Discussing the Humanistic Spirit of European Art History from the Collection of the Pontifical Library of the Vatican", in: The National Palace Museum Monthly of Chinese Art, no. 483, S. 20-33,2023.
- „Die klassische Renaissance-Architektur Europas – Der humanistische Geist der Freiheit, Gerechtigkeit und Unabhängigkeit“, (The Classic Renaissance Architecture of Europe —The Humanistic Spirit of Freedom, Justice, and Independence) in: The National Palace Museum Monthly of Chinese Art, Dezember 2023.
- „Handwerk im chinesischen Stil: Auftakt zur europäischen industriellen Revolution“, (Chinese-style Crafts: Prelude to the European Industrial Revolution) in Art and Collection, Nr. 376, S. 44-51, Januar 2024.

## Wissenschaftliche Vorträge
- 11. Dezember 2021, „Chinesische Elemente in europäischen Naturlandschaftsgärten im Zeitalter der Aufklärung“ (Chinese Elements in European Natural Landscape Gardens in the Age of Enlightenment), Nationales Palastmuseum, Fachvortrag in der südlichen Zweigstelle des Nationalen Palastmuseums.
- 28. April 2023, „Das humanistische Wesen der europäischen Kunstgeschichte – Über die Sammlung der Apostolischen Bibliothek des Vatikans“ (The Humanistic Essence of European Art History - On the Collection of the Apostolic Library of the Vatican), Nationales Palastmuseum, Fachvortrag in der nördlichen Zweigstelle des Nationalen Palastmuseums.
- 6. Februar 2024, „Leibniz und das I Ging“, Vortrag an der Humboldt-Universität zu Berlin im Rahmen der Reihe „Matters of Activity“ des Exzellenzclusters.
- 13. Februar 2024, „Die Entwicklungsgeschichte Innovativer Konzepte in den Kunstsammlungen von China und Europa“, Vortrag im Center for Cultural Studies on Science and Technology in China, Technische Universität Berlin, im Rahmen der Reihe Fakultät I – Geistes- und Erziehungswissenschaften.
- 18. Juni 2024, „Blue-and-White Porcelain and Prelude to the European Industrial Revolution“ (Blau-Weißes Porzellan und Vorspiel zur europäischen Industriellen Revolution), präsentiert im Sèvres - Musée National de la Céramique, Paris, Frankreich.[20]